# Дренова Глава
Дренова Глава (алб. Drenogllavë) је насеље у општини Качаник, Косово и Метохија, Република Србија.

## Становништво
| Демографија | Демографија | Демографија |
| Година      | Становника  | Становника  |
| ----------- | ----------- | ----------- |
| 1948.       | 203         |             |
| 1953.       | 208         |             |
| 1961.       | 220         |             |
| 1971.       | 102         |             |
| 1981.       | 128         |             |
| 1991.       | 134         |             |
| 2011.       | 34          |             |